# 中村直蔵
中村 直蔵（旧字体：中村 直藏、なかむら なおぞう、1877年〈明治10年〉8月8日 - 1957年〈昭和32年〉4月22日）は、大日本帝国陸軍軍人。最終階級は陸軍少将。

## 経歴・人物
兵庫県出身。1897年（明治30年）、陸軍士官学校第9期卒業。日露戦争時には歩兵第20連隊中隊長として出征した。以後、陸軍士官学校教官、歩兵第30連隊大隊長、教育総監部副官、歩兵第63連隊附中佐を歴任。
1920年（大正9年）8月に大阪連隊区司令官、1921年（大正10年）6月に陸軍歩兵大佐、1923年（大正12年）8月に歩兵第26連隊長を経て、1925年（大正14年）5月1日に陸軍少将に昇進と同時に待命、同月25日に予備役に編入した。
その後、多紀郡青年団長を務めた。1947年（昭和22年）11月28日、公職追放仮指定を受けた。